# Бакланье
Бакланье — село в Красноярском районе Астраханской области России. Входит в состав Ватаженского сельсовета; до 1 августа 2016 года — в Кривобузанском сельсовете.

## История
Законом Астраханской области от 1 августа 2016 года сельские поселения село Караозек, Ватаженский сельсовет и Кривобузанский сельсовет объединены в Ватаженский сельсовет; село Бакланье вошло в состав Ватаженского сельсовета

## География
Село находится в юго-восточной части Астраханской области, в дельте реки Волги, на левом берегу протоки Большая Сумница, напротив острова Назарский.
Абсолютная высота 25 метров ниже уровня моря.
Уличная сеть
Береговая ул., Иришева ул., Мурзагалиева ул., Полевая ул., Центральная ул.
Климат
Умеренный, резко континентальный. Характеризуется высокими температурами летом и низкими — зимой, малым количеством осадков, а также большими годовыми и летними суточными амплитудами температуры воздуха.

## Население
| 2002 | 2010 |
| ---- | ---- |
| 601  | ↘581 |

Национальный и гендерный состав
По данным Всероссийской переписи, в 2010 году численность населения посёлка составляла 581 человек (295 мужчин и 286 женщин, 50,8 и 49,2 %% соответственно)
Согласно результатам переписи 2002 года, в национальной структуре населения казахи составляли 99 % от общей численности в 600 человек
| Национальность | Численность (2010) | Процент |
| -------------- | ------------------ | ------- |
| Казахи         | 554                | 94,9%   |
| Русские        | 7                  | 1,2%    |
| Не указана     | 23                 | 3,9%    |
| Всего          | 584                | 100%    |

## Инфраструктура
МБОУ «Бакланская ООШ имени Мурзагалиева А. М.»
Социально-культурный центр с библиотекой.
ФАП

## Транспорт
Выезд через село Кривой Бузан на автодорогу федерального значения 12А-235 Астрахань — граница с Республикой Казахстан